# Hamid Gul
Hamid Gul (20 de noviembre de 1936 – 15 de agosto de 2015) fue un general del ejército de Pakistán, analista de defensa y coordinador de espías. Gul fue director general de la principal agencia de inteligencia de Pakistán (ISI) entre 1987 a 1989. Durante su mandato, Gul dirigió el apoyo de ISI a los grupos de resistencia afganos contra las fuerzas soviéticas durante la guerra soviética en Afganistán, en cooperación con la CIA.
A Gul también se le daba crédito por aumentar a partir de 1989 el apoyo encubierto a los grupos nacionalistas de Cachemira en su lucha contra India, sirviendo de distracción de las consecuencias de la guerra soviética. Gul se ganó la reputación de ser el genio de las políticas geoestratégicas pakistaníes. Luego de que aumentara la militancia cachemira en India y la insurgencia Talibán en Afganistán, fue una figura controvertida aun luego de retirarse y los Estados Unidos lo acusaron de tener conexiones con grupos de dudosa afiliación. Gul negó dichas acusaciones. Durante su período como director del ISI Benazir Bhutto fue el primer ministro de Pakistán. 

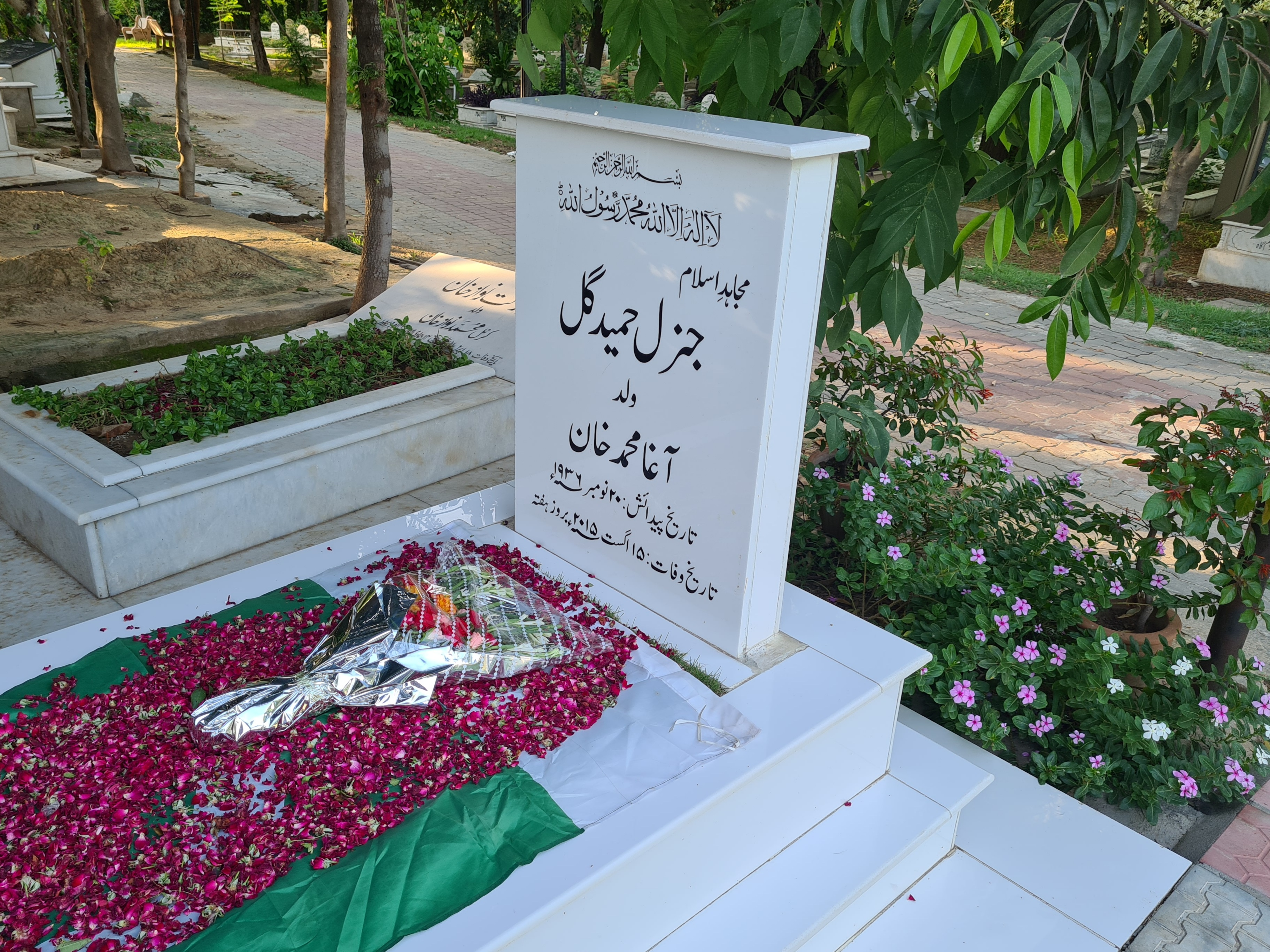
Cementerio del ejército en Westridge, Rawalpindi.

Hamid Gul sufrió un derrame cerebral hemorrágico en Murree. Según los informes, sufría de presión arterial alta y dolores de cabeza desde hacía algún tiempo. Su muerte fue lamentada por el ex primer ministro Nawaz Sharif, el exjefe del Estado Mayor del Ejército Raheel Sharif, el exjefe del Estado Mayor del Ejército Ashfaq Parvez Kayani, Imran Khan y otros altos funcionarios. Gul está enterrado en el cementerio del ejército en Westridge, Rawalpindi.